# Båtlyft (förvaring)

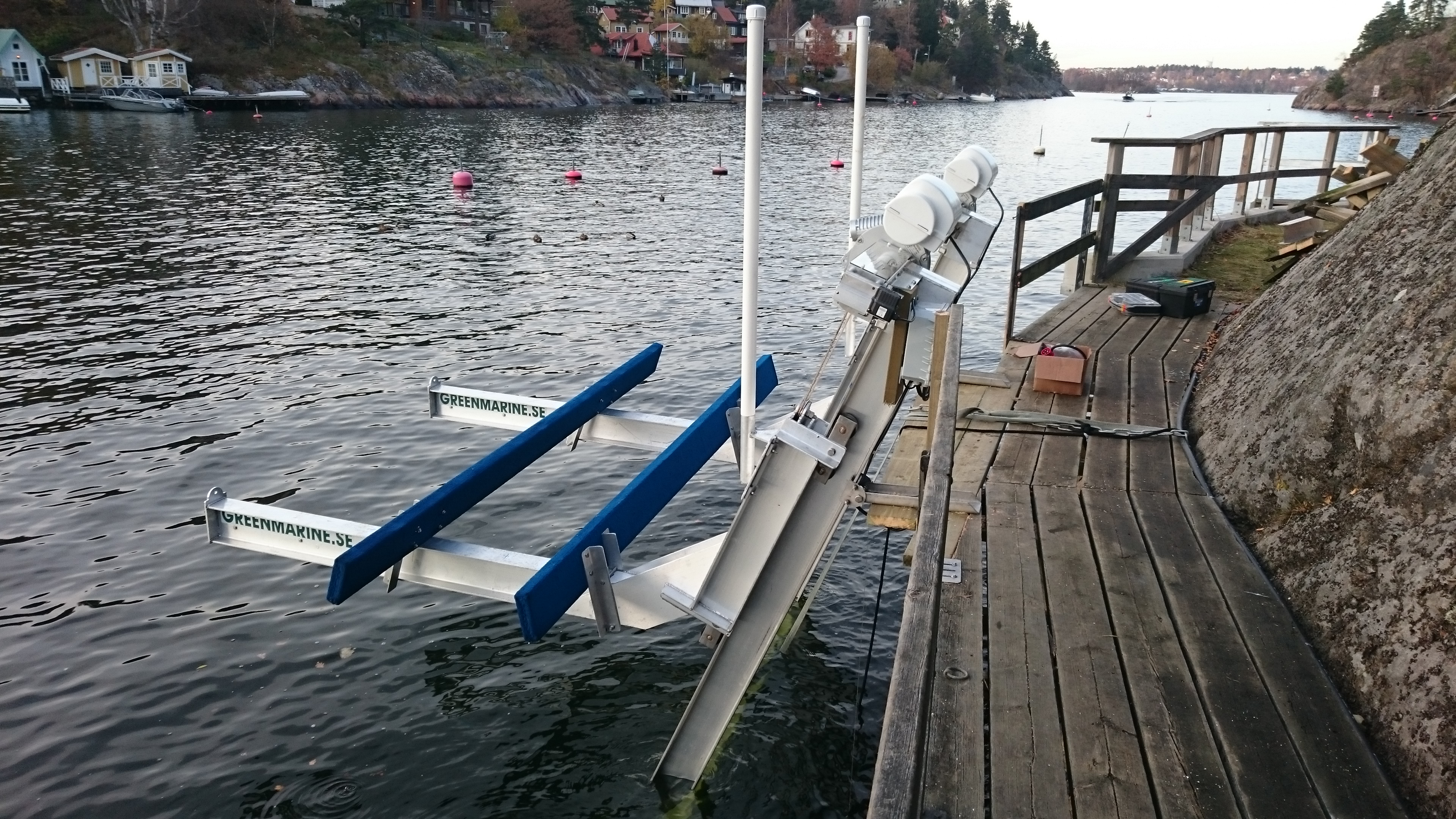
Brygglyft i Stockholms skärgård

Båtlyft är ett sätt att förvara båtar ovanför vattnet.
En båtlyft har till syfte att fungera som en förvaringsplats för en fritidsfartyg på ett sådant sätt att båten inte utsätts för vattnets påverkan. Båten förvaras i regel på båtlyften så snart den inte används, på så sätt behöver bottenmålning inte ske då det inte hinner växa havstulpaner eller alger på skrovet den korta tid båten befinner sig i vattnet. Vissa båtlyftar lämpar sig också bra för förvaring av båten under vintern. Viktigt att tänka på då är att det är en stadig konstruktion som inte riskerar att påverkas av is och annat.

## Olika typer av båtlyftar
Det finns fyra olika typer av båtlyftar. Gemensamt för alla är att de syftar till att få upp båten ur vattnet för att skydda den från vattnets påverkan. Det är ofta omständigheterna på platsen där båtlyften installeras som avgör vilken typ som är mest lämpad.

### Brygglyft
Brygglyften består av en, två eller fyra balkar, vanligtvis i aluminium, som förankras i sjöbotten och sedan fästs i bryggan. På dessa balkar hängs lyftgafflar som förflyttas upp och ner med hjälp av vinschar. Oftast har brygglyften en vinkel kring 22 grader för att minimera belastningen på bryggan. Brygglyften går även att montera på bergssidor. Brygglyften är en väldigt stadig konstruktion som lämpar sig bra för utsatta lägen med mycket vågor.

### Stolplyft
Stolplyften består av två balkar som placeras liggande uppe på fyra stolpar. I dessa balkar sitter vinschar som lyfter en vagga som hänger nedanför i fyra stålvajrar. Stolplyften går även att montera i till exempel taket på ett båthus eller på konsoler på sidorna av en u-formad brygga. Stolplyften kräver en botten där det går att fästa stolpar på ett bra sätt. Så länge botten medger ett bra stöd åt stolparna så är stolplyften lämplig för utsatta lägen.

### Hydraulisk båtlyft
Den hydrauliska båtlyften består av en konstruktion som placeras stående på fötter på botten. Denna konstruktion lyfter båten med hjälp av hydrauliska cylindrar som viker upp en del av konstruktionen under båten. Den hydrauliska båtlyften har fördelen att den är väldigt diskret när den är i sitt nedfällda läge. Den lämpar sig för skyddade platser och där botten är relativt plan eftersom den inte är förankrad mer än av sin egen och båtens vikt.

### Flytande båtlyft
Den flytande båtlyften finns i ett antal olika varianter. En variant består av pontoner som vattenfylls för att sänka ner båten och pumpas fulla med luft som tränger ut vattnet för att lyfta båten. En annan variant består av luftfyllda pontoner som har en vagga mellan sig vilken kan höjas eller sänkas med en vinsch. Flytande båtlyftar lämpar sig för skyddade lägen, och gör sig extra bra tillsammans med en flytbrygga vilken lyften kan förankras i.